# 1965–1966-os magyar jégkorongbajnokság
A 29. első osztályú jégkorongbajnokságban nyolc csapat indult el. A mérkőzéseket 1965. október 27. és 1966. február 2. között a Kisstadionban valamint a Megyeri úti jégpályán rendezték meg.

## Az alapszakasz végeredménye
|    | Csapat        | M  | GY | D | V  | GK     | Pont |
| -- | ------------- | -- | -- | - | -- | ------ | ---- |
| 1. | BVSC          | 14 | 12 | 1 | 1  | 93-19  | 25   |
| 2. | Újpest Dózsa  | 14 | 11 | 1 | 2  | 129-39 | 23   |
| 3. | Ferencváros   | 14 | 10 | 2 | 2  | 119-32 | 22   |
| 4. | Vörös Meteor  | 14 | 7  | 0 | 7  | 82-42  | 14   |
| 5. | Bp. Előre     | 14 | 5  | 1 | 8  | 41-88  | 11   |
| 6. | Bp. Postás    | 14 | 5  | 0 | 9  | 55-122 | 10   |
| 7. | Bp. Építők    | 14 | 2  | 1 | 11 | 29-81  | 5    |
| 8. | Bp. Spartacus | 14 | 1  | 0 | 13 | 28-153 | 2    |

## A rájátszás végeredménye

### 1-4. helyért
|    | Csapat       | M  | GY | D | V  | GK     | Pont |
| -- | ------------ | -- | -- | - | -- | ------ | ---- |
| 1. | Újpest Dózsa | 20 | 16 | 2 | 2  | 165-61 | 34   |
| 2. | Ferencváros  | 20 | 14 | 3 | 3  | 142-43 | 31   |
| 3. | BVSC         | 20 | 12 | 2 | 6  | 116-50 | 26   |
| 4. | Vörös Meteor | 20 | 8  | 1 | 11 | 95-73  | 17   |

### 5-8. helyért
|    | Csapat        | M  | GY | D | V  | GK     | Pont |
| -- | ------------- | -- | -- | - | -- | ------ | ---- |
| 5. | Bp. Postás    | 20 | 9  | 0 | 11 | 96-149 | 18   |
| 6. | Bp. Előre     | 20 | 7  | 3 | 10 | 68-109 | 17   |
| 7. | Bp. Építők    | 20 | 5  | 3 | 12 | 57-99  | 13   |
| 8. | Bp. Spartacus | 20 | 2  | 0 | 18 | 45-200 | 4    |

## A bajnokság végeredménye
1. Újpest Dózsa

2. Ferencvárosi TC

3. BVSC

4. Vörös Meteor

5. Budapesti Postás

6. Budapest Elpőe

7. Budapesti Építők

8. Budapest Spartacus

## Az Újpest Dózsa bajnokcsapata
Bálint Attila, Bánkúti Árpád, Boróczi Gábor, Galambos Béla, Hajek Péter, Kézeli Pál (kapus), Klink János, Lőrincz Ferenc, Molnár Tibor, Palotás János, Palotás József, Patócs Péter, Radics János, Vedres Mátyás (kapus), Zsitva Viktor
Edző: Szamosi Ferenc